# Параистория
Параисторията (също така фолкистория, квазиистория, псевдоистория, алтернативна история и други) е обобщено име за съвкупност от претендиращи за научна стойност, но не притежаващи такава публицистични трудове и концепции, теоретизиращи по различни исторически теми, създадени основно от непрофесионални историци, от позицията на отрицанието и ревизионизма на академичната историография. Параисторията цели да измеси истинската история и да представи за факт не това, което действително е станало, а това, което хората в различни времена казват, искат или вярват, че се е случило. Характерно за това явление е, че то излиза извън маргиналността в страни, засегнати по-силно от негативните явления, съпътстващи глобализацията. Подобни идеи намират добър прием сред онези социални групи, които чувстват себе си потърпевши от бързите промени в последните десетилетия. Съществени са размерите на това явление в Русия, Източна Европа и особено в България. Параисторията е част от маргиналната наука.
В България прояви на параистория се срещат по-често по теми свързани с прабългаристиката. Множеството неясноти около ранната история на прабългарите създават възможност за формиране на различни хипотези, които попадат в обхвата на „параисториците“. В него се включват и разработки на автори, които спадат формално към академичната общност, но поради различни причини, са склонни да участват в параисторични дискусии и изследвания, които атакуват както общоприетите до 1990 г. научни тези, така и опитите за демитоголизация на елементи от тази тематика, възникнали в съвременна среда. Така на практика границата между „параисторичните“ и историческите проучвания не винаги е добре очертана и са възможни преливания, които правят доста трудно пълното разграничаването на двата вида изследвания. Подобни прабългаристични изследвания, както иронично пише проф. Румен Даскалов, вече са подпомагани от методи, използвани в астрологията, хиромантията, кабалата, тайноведството и др. псевдонауки.